# Laid Back
Laid Back es una banda danesa de New Wave danesa formada en Copenhague, en 1979 y que aún sigue activa.
Está compuesta por Tim Stahl y John Guldberg. Mundialmente son famosas las canciones Sunshine Reggae (1982) y White Horse (1983).

## Discografía
- 1981: Laid Back

- 1982: Keep Smiling

- 1985: Play It Straight

- 1987: See You In The Lobby

- 1990: Hole In The Sky

- 1993: Why Is Everybody in Such A Hurry

- 1998: Laidest Greatest

- 1999: Unfinished Symphonies

- 2004: Happy Dreamer

- 2008: Good Vibes - The Very Best Of [2CD] (Compilado)